# La araucana (film)
Pour plus de détails, voir Fiche technique et Distribution.
La araucana est un film de guerre historique italo-péruviano-hispano-chilien réalisé par Julio Coll et sorti en 1971.
Il s'agit d'une adaptation du poème épique homonyme écrit par Alonso de Ercilla à la fin du XVIe siècle. Le film traite de la guerre d'Arauco.

## Synopsis
Le film raconte l'expédition castillane menée par Pedro de Valdivia au Chili au XVIe siècle depuis le Pérou, sa fondation de la ville de Santiago, sa lutte contre les Araucaniens, des Mapuches de la Région de l'Araucanie. Ces derniers ont attaqué et presque détruit Santiago, et ont été repoussés par Valdivia avec l'aide décisive d'Inés de Suárez. Finalement, la tentative de Pedrio de Valdivia de vaincre définitivement les Araucaniens culmine dans la bataille de Tucapel (es), où il est vaincu et tué par eux sous le commandement de Lautaro, un Indien qui connaissait les tactiques de combat, les ayant apprises des Espagnols. Il a ensuite utilisé ces tactiques avec succès contre eux, ce qui a permis aux Araucans de stopper de manière décisive leur progression.

## Fiche technique
- Titre original espagnol : La araucana[1]
- Réalisateur : Julio Coll
- Scénario : Henrique Campos, Enrique Llovet, Julio Coll d'après le poème d'Alonso de Ercilla publié entre 1569 et 1589.
- Photographie : Antonio Maccoppi, Mario Pacheco
- Montage : Antonio Ramírez de Loaysa
- Musique : Carlo Savina
- Effets spéciaux : Antonio Molina
- Décors : Eduardo Torre de la Fuente
- Production : José Antonio Pérez Giner
- Sociétés de production : Lautaro Films (Santiago), Paraguas Films (Madrid), Futuro Films (Lima), M.G.B. Cinematografica (Rome)
- Pays de production :  Chili -  Espagne -  Pérou -  Italie
- Langue originale : espagnol
- Format : Couleur par Technicolor - 2,20:1 / 1,35:1 - Son mono - 70 mm / 35 mm
- Durée : 108 minutes
- Genre : Film de guerre historique, drame
- Dates de sortie :
  - Chili : 2 août 1971
  - Espagne : 23 août 1971 (Barcelone) ; 1er octobre 1971 (Madrid)
  - Italie : 25 février 1972

## Distribution
- Elsa Martinelli : Inés de Suárez
- Venantino Venantini : Pedro de Valdivia
- Víctor Barrera (sous le nom de « Víctor Alcázar ») : Lautaro
- Julio Peña (es) : Rodrigo de Quiroga
- Beni Deus (es) : Père Marmolejo
- Ricardo Palacios : Antolikan
- Alberto Dalbés : Procureur
- Pepe Martín : Monseigneur Lobo
- Elisa Montés : La Coya
- Eduardo Fajardo : Virrey Lagasca
- Erika López (es)

## Production
Le film a été tourné au Chili, au Pérou et en Espagne. Le tournage a fait l'objet de nombreux reportages et d'une grande publicité. Cela a créé de grandes attentes pour l'avant-première.

## Accueil
Le film a été un échec en salles et a été mal reçu par la critique.